# Marais des Ponts d'Ouve
Situé sur la commune de Saint-Côme-du-Mont en limite de Carentan, l'espace naturel sensible des Marais des Ponts d’Ouve occupe une position presque centrale par rapport au territoire du Parc naturel régional des Marais du Cotentin et du Bessin. Le site se trouve délimité par la Douve au sud et à l'ouest et par l'un de ses bras (la Jourdan) au nord et à l'est. Cette configuration forme une île au milieu des marais.
Le site est classé comme espace naturel sensible de la Manche (propriété du conseil général) et sa gestion est assurée depuis sa création par le parc naturel régional des Marais du Cotentin et du Bessin.

## Classements et mesures de protection
L'espace naturel sensible est inclus dans les périmètres suivants :
- Parc naturel régional des Marais du Cotentin et du Bessin[1]
- Convention de Ramsar[2]
- Natura 2000 - Site de la directive "oiseaux" des basses-vallées du Cotentin et baie des Veys[3]
- Natura 2000 - Site de la directive "Habitats, faune, flore" des marais du Cotentin et du Bessin - baie des Veys[4]
- ZNIEFF de type 1 Marais des basses-vallées de la Douve et de la Sèves[5]
- ZNIEFF de type 2 Marais du Cotentin et du Bessin[6]

## Histoire
La position géographique des Ponts d'Ouve en a fait un lieu stratégique qui a été particulièrement marqué par l'histoire. Étranglement de la vallée de la Douve entre Carentan et Saint-Côme-du-Mont, le site des ponts d'Ouve est l'un des points de passage naturels pour atteindre le Cotentin ou en sortir. Un château est bâti vers 1353 par Geoffroy d'Harcourt, chargé de la défense du Cotentin. Il défendait l'accès du pont côté Nord. Démoli partiellement en 1598, remplacé par une forteresse en 1755, elle-même détruite en 1857. 
L'influence de la mer sur la partie la plus avale de la vallée de la Douve est notable. L'eau de mer actionne du XIIe au XVIIe siècle des moulins à marée. Ceux-ci seront démantelées par les communes riveraines en raison de l’obstacle à l'écoulement des eaux qu'ils représentaient.
Avant la construction du pont de la Barquette en 1735, les bas-marais de la Douve étaient encore régulièrement submergés par le flot de la marée, en particulier lors des vives eaux. Une fois les portes-à-flots en action, les marais ne sont plus soumis qu'à la submersion de l'eau douce. C'est à cette période que se met en place la spécialisation des terres en direction de l'élevage.

## Géographie

### Hydrologie
Le plan d'eau permanent, d’une surface de 5 ha en période estivale, peut atteindre 30 ha en hiver. Il constitue aujourd’hui la réserve ornithologique baptisée « réserve Frank Duncombe ». Celui-ci a été aménagé de la façon suivante :
- réalisation de plusieurs îlots, suffisamment éloignés des berges pour garantir la tranquillité des oiseaux ;
- une profondeur variable comprise entre quelques centimètres et 2 mètres, pour répondre aux besoins des différentes espèces ;
- des rives en pentes douces pour favoriser l’installation de différentes ceintures de végétation.

Plusieurs autres mares plus petites ponctuent l'Espace Naturel Sensible.
Un réseau de fossés limite les parcelles et permet une gestion hydrologique fine par la manipulation de vannes sur les collecteurs principaux.

### Topographie
Le site est localisé dans la partie avale de la vallée de la Douve. Les prairies qui le composent sont extrêmement planes et à une altitude inférieure à 4 m NGF.

## Faune et flore

### Faune
L'accueil de la faune varie suivant les saisons. Si de très nombreuses espèces sont visibles toute l'année sur l'espace naturel sensible, certaines ne font qu'y passer l'hiver, d'autres n'y séjournent que pour s'y reproduire.

#### Oiseaux
Ne sont indiquées ici que les espèces les plus fréquemment rencontrées.
- Toute l'année

Grèbe hupé, grand cormoran,  butor étoilé,cigogne blanche, grande aigrette, héron cendrée, canard colvert, busard des roseaux, buse variable, faucon crécerelle, épervier, faucon pèlerin, râle d'eau, poule d'eau, foulque macroule, mouette rieuse, effraie des clochers, martin-pêcheur, bergeronnette grises (y compris yarellii), troglodyte mignon, accenteur mouchet, rouge-gorge familier, grive musicienne, merle noir, bouscarle de Cetti, mésange charbonnière, mésange noire, mésange bleue, pie bavarde, choucas des tours, corneille noire, moineau domestique, pinson des arbres, linotte mélodieuse, chardonneret élégant, verdier d'Europe, bruant des roseaux,   
- reproduction (février-août)

Cygne tuberculé, sarcelle d'été, marouette ponctuée, coucou gris, martinet noirs, alouette des champs, hirondelle des rivages, hirondelle rustique, hirondelle des fenêtres, bergeronnette flavéole, Gorge bleue à miroir, tarier des prés, tarier pâtre, phragmite des joncs, locustelle tachetée, locustelle luscinoïde, rousserole effarvatte, rousserolle verderolle,   
- En migration (août-octobre et février-avril)

Spatule blanche, échasse blanche, petit gravelot, chevalier culblanc, chevalier guignette, chevalier aboyeur, barge à queue-noires, barge rousse, courlis cendrée, bécassine des marais, combattant varié, torcol fourmilier, traquet motteux, phragmite aquatique, mésange à longue queue, panure à moustaches,    
- Hivernants (novembre-février)

Cygne chanteur, sarcelle d'hiver, canard siffleur, canard chipeau, canard souchet, canard pilet, fuligule milouin, fuligule morillon, bécasseau variable, bécassine des marais, pipit spioncelle, pipit maritime,  

### Flore
Les prairies qui composent l'espace naturel sensible des Marais du Ponts d'Ouve accueillent des espèces végétales caractéristiques des zones humides : roseau commun, joncs, laîches, orchidée à fleurs lâches, orchidée négligée.
Les fossés et mares sont végétalisés par les espèces les plus aquatiques : potamot crépu, myriophylle, cératophylle, sagittaire, myosotis, etc.